# Solanum nigrum

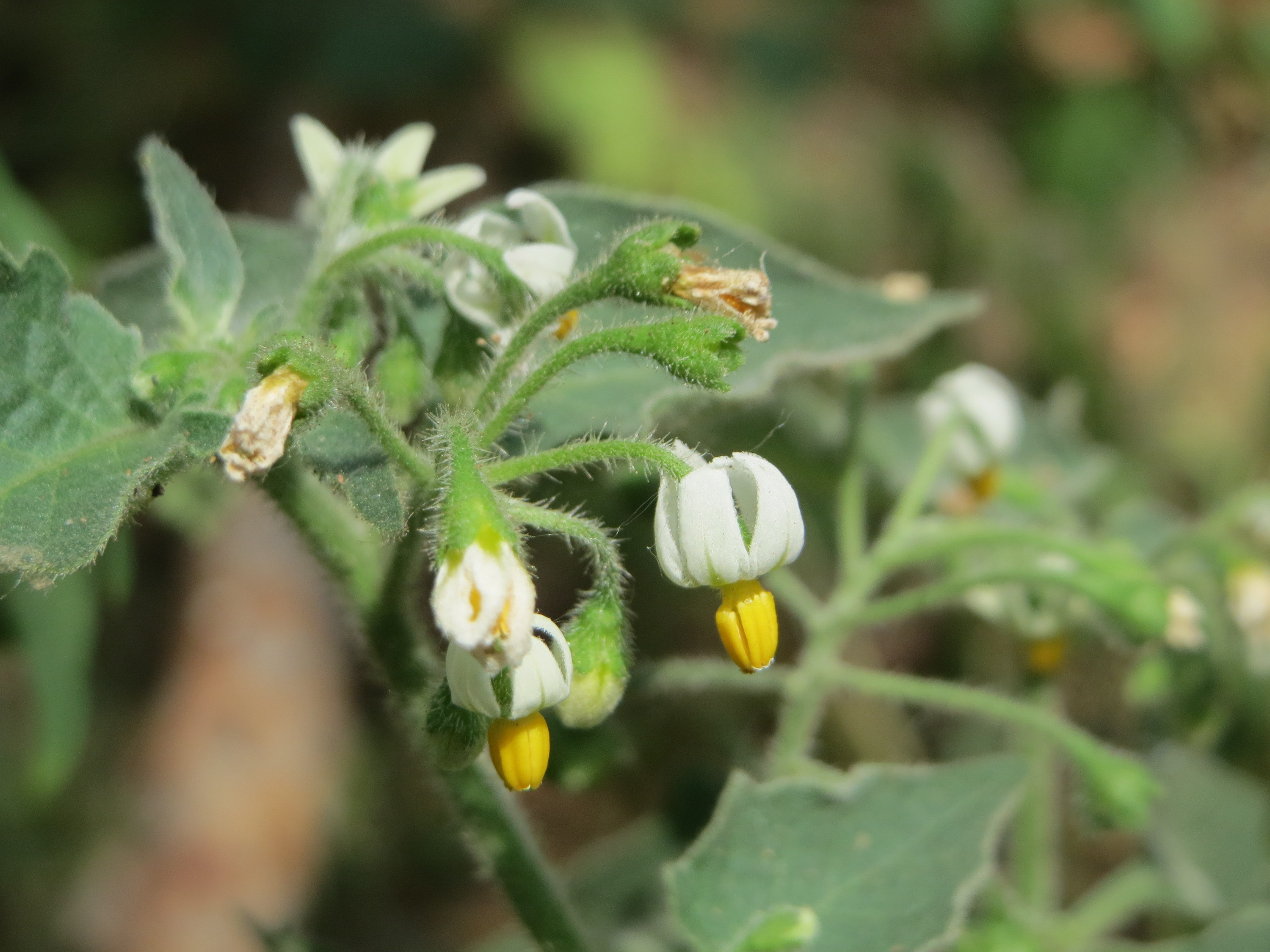
Inflorescencia

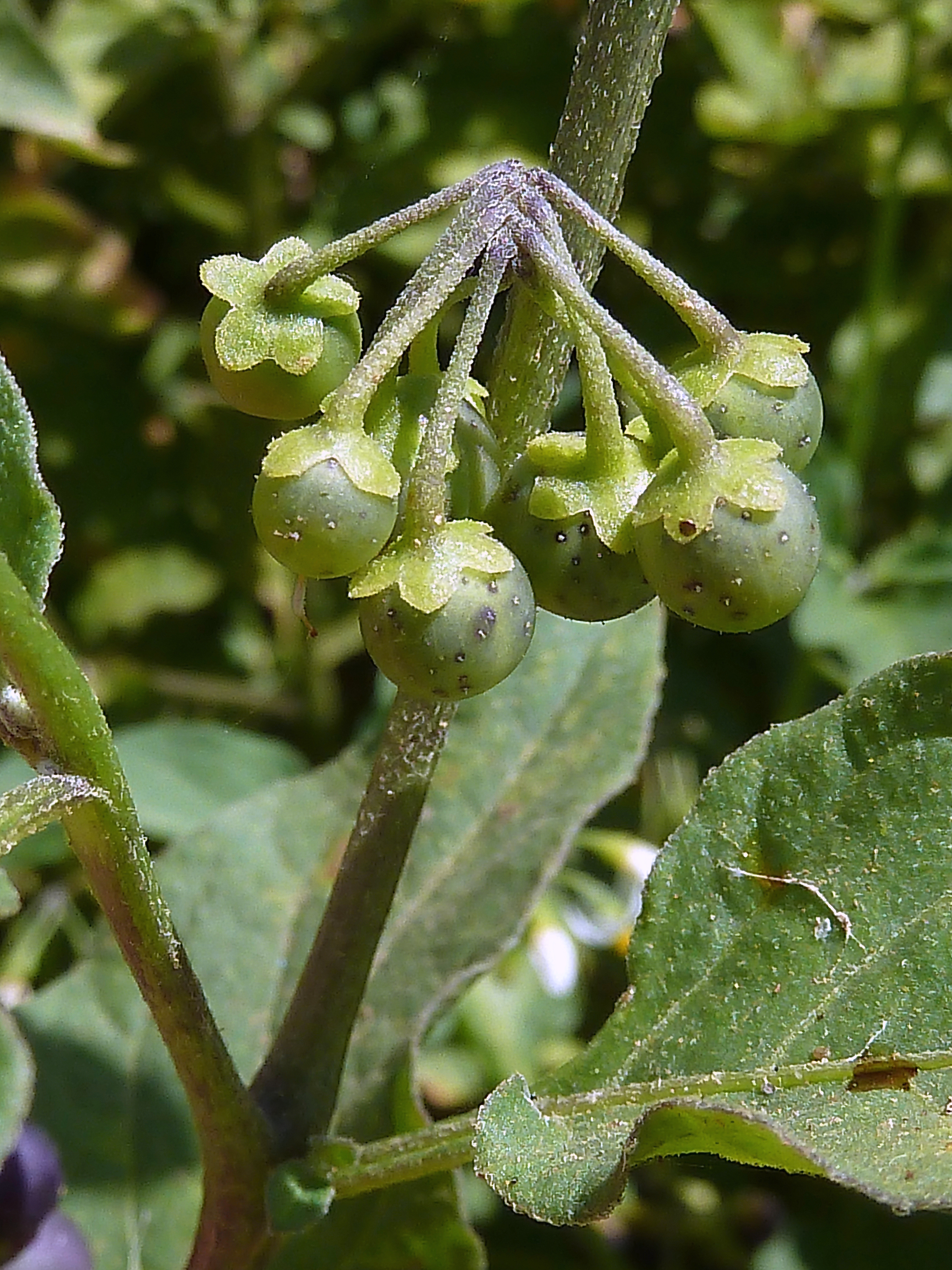
Frutos inmaduros in situ

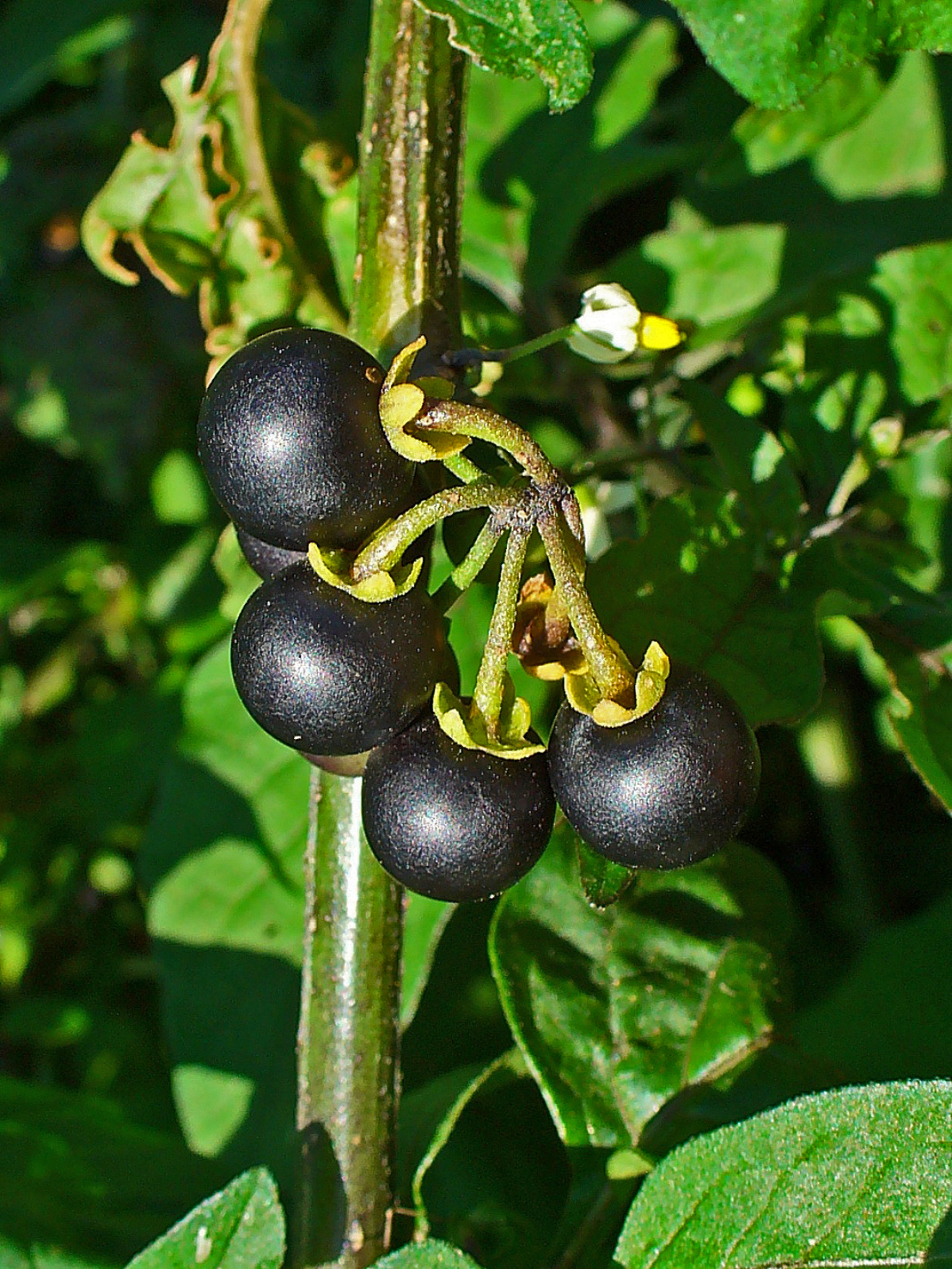
Frutos maduros in situ

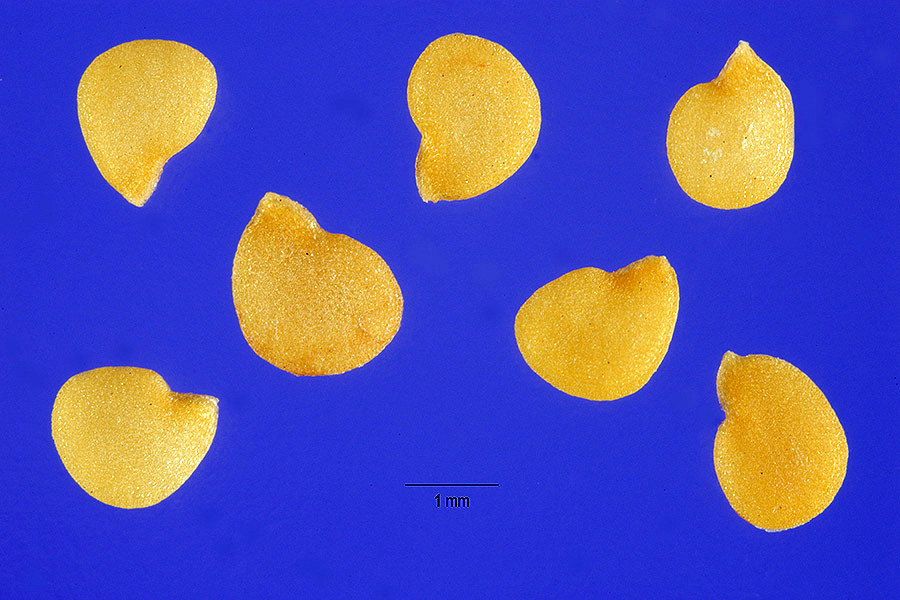
Semillas sueltas

*Advertencia: La validez de la especie está hoy en día discutida y autores la consideran un mero sinónimo de Solanum americanum
Solanum nigrum, la hierba mora, entre otros numerosos vocablos vernáculos, es una planta herbácea de la familia de las solanáceas; crece silvestre en casi todo el mundo.

## Descripción
Se trata de una especie anual, eventualmente leñosa en su base, inerme, subglabra, pubescente o vilosa, con tallos ramificados erectos o decumbentes de 30-80 cm de alto. Las hojas, de 2,5-7 por 2-6 cm, son ovado-rómbicas u ovado-lanceoladas, enteras o sinuadas dentadas con un pecíolo de 1-4 cm. Las inflorescencias, pedunculadas pero no axilares, son en cimas racemiformes laxas con 3-10 flores actinomorfas, hermafroditas y pediceladas. El cáliz es pequeño, campanulado, pentalobulado (con lóbulos redondeados y generalmente retrorses en la frustificación), mientras la corola, rotácea, tiene 5 lóbulos ovado-lanceolados, agudos, blancos patentes o, incluso, retrorsos. Los frutos son bayas centimétricas, subglobosas, verdes cuando inmaduras, y negras, brillantes y lisas al final de la madurez. Las semillas son espiraloides, comprimidas, finamente alveoladas, de tamaño bimilimétrico y de color beis/anaranjado.

## Distribución y hábitat
Nativa de Eurasia e introducida en América, Australasia y África del Sur. Crece en bordes de caminos, lindes de cultivos, escombreras, etc. entre el nivel del mar y 1200 m de altitud. Florece y fructifica todo el año.

## Usos
Toxicidad
La solanina, al igual que otros alcaloides (chaconina y solasonina) presentes en el fruto y las hojas de la planta resulta muy tóxica para los animales y los humanos. El envenenamiento produce vómitos, dolor estomacal, sopor, aumento de temperatura y en casos extremos, parálisis y finalmente la muerte por fallo cardíaco. La concentración de solanina depende del grado de madurez de los frutos, del terreno de cultivo y de las condiciones nutricionales de la planta, y no puede preverse a simple vista. Su toxicidad hace que la infusión se emplee a veces como insecticida para proteger los cultivos.
Medicinal
En medicina popular, las hojas o la infusión en frío de las mismas se emplean como sedante, antiinflamatorio, antipirético y purgante; la sobredosis, sin embargo, puede ser fatal.
Alimenticia
A pesar de su eventual toxicidad, en El Salvador, es utilizada comúnmente como alimento para preparar sopas, agregando a sus hojas, verduras, carne (pollo), muy apreciados por una gran mayoría de la población salvadoreña. Se comercializa en los mercados tanto del interior como de la capital y tanto las familias campesinas como las populares urbanas la consumen desde tiempo inmemorial.
Puesto que la cocción destruye en parte la solanina, los frutos maduros se han usado ocasionalmente en mermeladas y conservas.

## Taxonomía
La especie fue nombrada por Carlos Linneo y publicada en Species Plantarum, vol. 1, p. 186 , 1753
Sinónimos
| - Solanum atriplicifolium Desp. ex Dunal - Solanum cestrophyllum Dunal - Solanum decipiens Opiz. - Solanum dillenii Schult. - Solanum humile Bernh. ex Willd., non Lam. - Solanum judaicum Besser - Solanum morella Desv. - Solanum morella subsp. nigrum (L.) Rouy - Solanum moschatum subsp. moschatum - Solanum moschatum subsp. parviflorum (Badar) Nyman - Solanum moschatum C.Presl - Solanum nigrum subsp. dillenii (Schult.) Probst - Solanum nigrum subsp. chlorocarpum (Spenn.) Arcang. - Solanum nigrum subsp. humile (Bernh.) Marzell - Solanum nigrum subsp. luteovirescens (C.C.Gmel.) Kirschl. | - Solanum nigrum subsp. moschatum (C.Presl) Arcang. - Solanum nigrum subsp. nigrum L. - Solanum nigrum subsp. schultesii (Opiz)Wessely - Solanum nigrum subsp. stenopetalum (A.Braun) Arcang. - Solanum nigrum var. dillenii (Schult.) A.Gray - Solanum nigrum f.luridum Wessely - Solanum papilionaceum Dum.Cours. - Solanum pseudoflavum Pojark. - Solanum repens Noronha - Solanum schultesii Opiz - Solanum suffruticosum Schousb. ex Willd. - Solanum vulgare Hegetschw. - Solanum vulgatum var. chlorocarpum Spenn. - Solanum vulgatum var. nigrum (L.) Spenn. |

## Nombres vernáculos
Uvas de perro, beninas, bleo negro, borrachera, cenizos, ceñiglos (2), ceñilos, chirinchos, ciñilos, diablos, gajo tomatero, genijo, guinda de perro, hierba mora (28), hierba negra, hierba negral, hierbamora (2), jajo borriquero, jajo caballar, jajo rastrero, pan de culiebra, pico de azada (2), pimenticos, planta mora, solano negro (5), tomate del diablo (9), tomatera, tomatera borde, tomatera morisca, tomatera negra, tomaterilla, tomaterilla borde, tomates del diablo (2), tomatico, tomaticos del diablo, tomatilla, tomatillo (3), tomatillo del diablo (2), tomatillo negro (2), tomatillo zorrero, tomatillos (3), tomatillos del diablo (10), tomatillos verdes, tomatina, tomatito, tomatitos, tomatitos del diablo, ugueros, uva de perro, uvas de culiebra (2), uvas de perro (4), uvas del diablo, venenos, yerba mora (7), yerba mora española, yerba mora italiana, yerba mora menor, yerba morisca, yerba-cotones, yerbos moros. Entre paréntesis, la frecuencia del vocablo en España.